# KDM8
KDM8‏ (Lysine demethylase 8) هوَ بروتين يُشَفر بواسطة جين KDM8 في الإنسان.